# Clementina, São Paulo
Clementina este un oraș în São Paulo (SP), Brazilia.